# Université du Sud de l'Illinois à Carbondale
L'université du Sud de l'Illinois à Carbondale (en anglais : Southern Illinois University Carbondale ou SIUC) est un campus de l'université du Sud de l'Illinois (en), situé à Carbondale, dans l'Illinois. 

## Historique
L'assemblée générale de l'Illinois a adopté le 9 mars 1869 un décret pour créer l'université du Sud de l'Illinois.
En 1869, il y avait douze départements universitaires, avec 1 143 élèves.
Après la Seconde Guerre mondiale, elle a grandi rapidement en taille, passant de 3 500 élèves à plus de 23 000 étudiants entre 1950 et 1980.
En 1957, un deuxième campus a été construit à Edwardsville.

## Personnalités liées à l'université

### Étudiants
- James Belushi, acteur[1]
- Jim Bittermann, reporter de CNN basé à Paris[2]
- Chris Carr, basketteur[3]
- Randy Daniels, homme politique[4]
- Mike Dopud, cascadeur et acteur
- Lee Feinswog, acteur[5]
- Steve Finley, joueur de baseball[6]
- Stephen Franklin, joueur de football américain[7]
- Dennis Franz, acteur[8]
- Walt Frazier, basketteur
- D.J. Heckes, écrivain
- Joan Higginbotham, astronaute [9]
- Mary Lee Hu, artiste[10]
- Mohammed Ijaz-ul-Haq, homme politique pakistanais.
- Brandon Jacobs, joueur de football américain[11]
- Rodney P. Kelly, militaire[12]
- Al Levine, joueur de baseball[13]
- Donald McHenry, ambassadeur.
- Albert E. Mead, homme politique[14]
- Eva Mirabal, artiste peintre amérindienne[15]
- Bob Odenkirk, acteur[16]
- Richard Roundtree, acteur[17]
- Randy Savage, catcheur